# Sam Hornish jr.

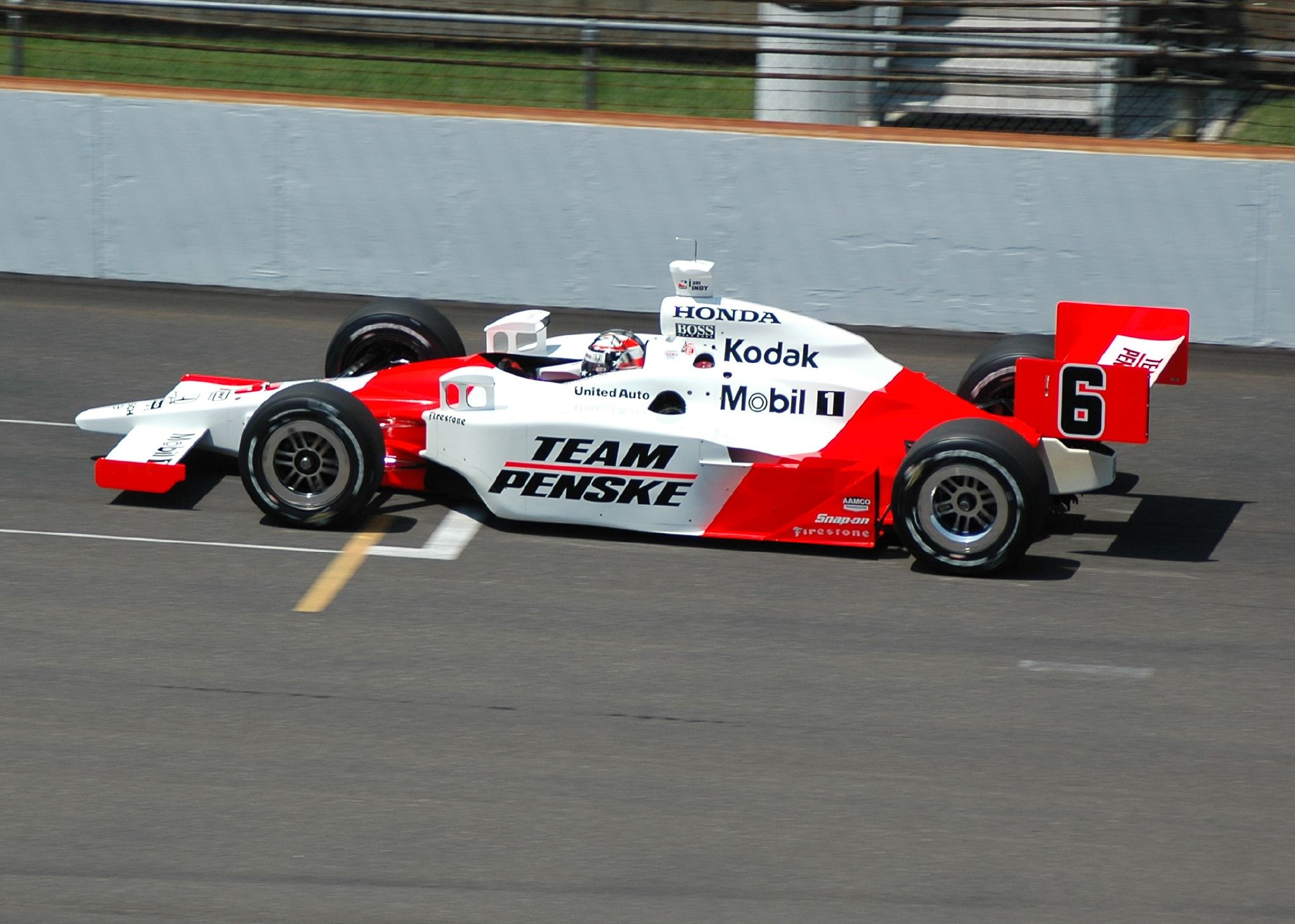
Sam Hornish jr. tijdens het Indianapolis 500 weekend in 2007

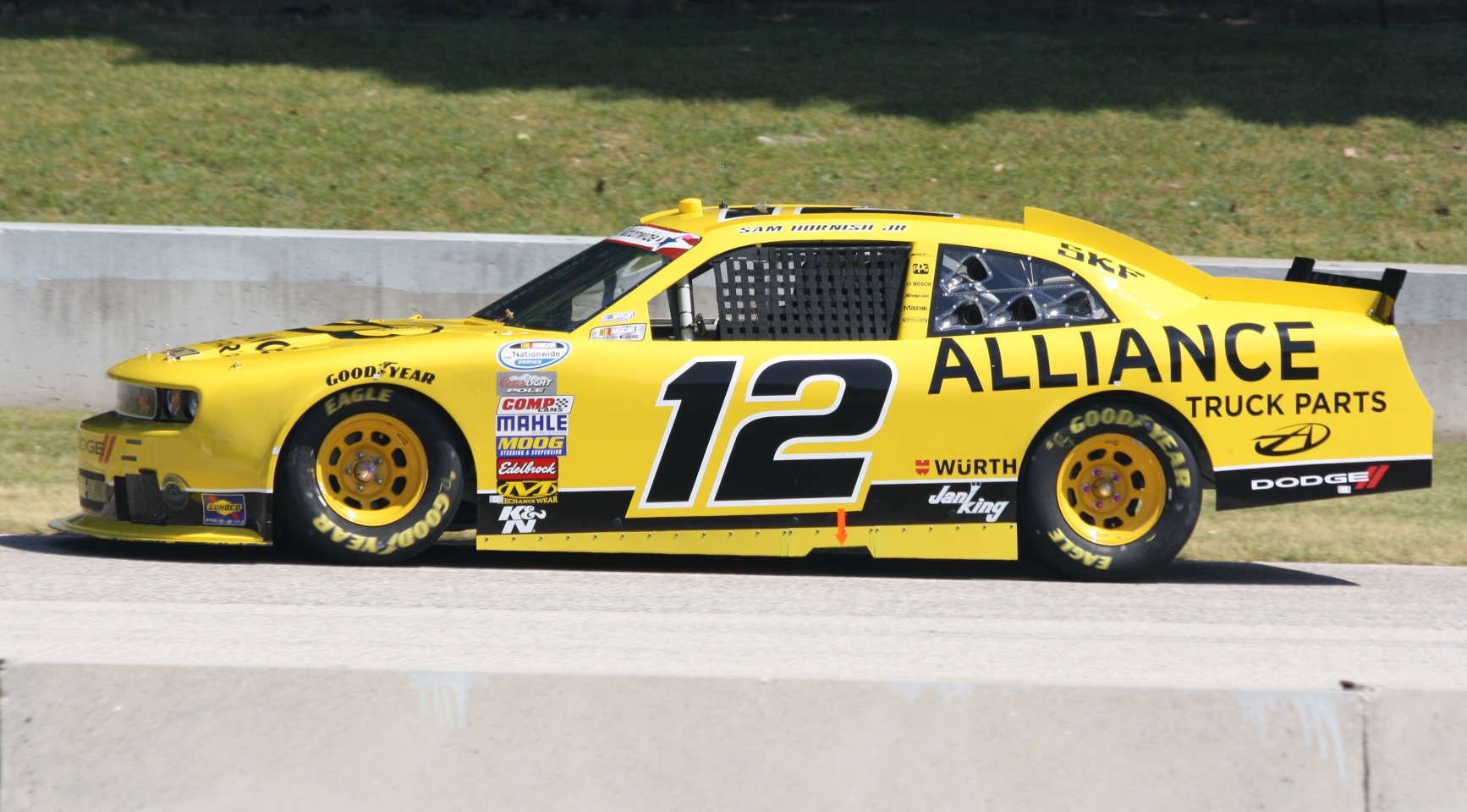
Sam Hornish jr. op Road America in 2012

Sam Hornish jr. (Bryan (Ohio), 2 juli 1979) is een Amerikaans autocoureur. Hij is drievoudig kampioen in de Indy Racing League en won de Indianapolis 500 in 2006. Vanaf 2012 rijdt hij de NASCAR Nationwide Series voor Penske Racing.

## Biografie
Hornish ging naar de middelbare school in Archbold, Ohio. Nadat hij trouwde met zijn Crystal kregen ze in 2008 samen een dochter, in 2010 hun tweede dochter en in 2014 een zoon.

## Carrière

### Autosport
Hornish begon op elfjarige leeftijd met karting. Later reed hij in andere raceklassen en in 1999 ging hij aan de slag in het Atlantic Championship en won dat jaar op het circuit van Chicago.

### IndyCar Series
In 2000 maakte hij de stap naar de IndyCar Series en ging aan de slag voor het PDM Racing team. Hij haalde een derde plaats tijdens de race van Las Vegas. In 2001 maakte hij de overstap naar Panther Racing, met groot succes. Hij won de eerste twee races van het seizoen en kon ook de laatste race in Texas winnen en hij werd kampioen. Een jaar later won hij vijf races en werd hij voor de tweede keer op rij kampioen. In 2003 werd hij vijfde in het kampioenschap en won hij drie races.
In 2004 verhuisde hij naar Penske Racing. Hij won de eerste race in Homestead, maar kon het verdere seizoen geen races meer winnen. Hij werd uiteindelijk zevende in het kampioenschap. Het jaar erop won hij twee races en werd derde in de eindstand.
Hornish won in 2006 voor de eerste en voorlopig enige keer de Indianapolis 500. Hij won dat jaar nog drie races en dat zou achteraf heel belangrijk blijken. In de eindstand van het kampioenschap eindigde hij met gelijke punten als Dan Wheldon, maar deze had twee races gewonnen, twee minder dan Hornish en volgens het reglement werd Hornish daardoor kampioen. In 2007 reed hij zijn voorlopig laatste seizoen. Hij won dat jaar in Texas en maakte op het einde van het seizoen de overstap naar de NASCAR.

### NASCAR
Hornish rijdt sinds eind 2007 in de NASCAR Sprint Cup voor Penske Racing. Zijn tot nog toe beste resultaat vier plaats tijdens de Sunoco Red Cross Pennsylvania 500 op de Pocono Raceway in 2009. Op 12 november 2011 scoorde Hornish zijn eerste zege in de NASCAR Nationwide Series op de Phoenix International Raceway, de baan waar hij tien jaar eerder zijn eerste IndyCar zege boekte.

## Resultaten
IndyCar Series resultaten (aantal gereden races, aantal maal in de top 5 van een race, eindpositie kampioenschap en punten)
| Jaar | Races | 1ste | 2de | 3de | 4de | 5de | Rang | Ptn |
| ---- | ----- | ---- | --- | --- | --- | --- | ---- | --- |
| 2000 | 8     | -    | -   | 1   | -   | -   | 21   | 110 |
| 2001 | 13    | 3    | 4   | 3   | 1   | -   | 1    | 503 |
| 2002 | 15    | 5    | 2   | 3   | -   | 1   | 1    | 531 |
| 2003 | 16    | 3    | 2   | -   | 1   | 1   | 5    | 461 |
| 2004 | 16    | 1    | 1   | 1   | 3   | -   | 7    | 387 |
| 2005 | 17    | 2    | 4   | 1   | -   | 2   | 3    | 512 |
| 2006 | 14    | 4    | 1   | 2   | 2   | -   | 1    | 475 |
| 2007 | 17    | 1    | 1   | 2   | 2   | 1   | 5    | 465 |

#### Indianapolis 500
| Jaar | Chassis | Motor      | Start | Finish | Team       |
| ---- | ------- | ---------- | ----- | ------ | ---------- |
| 2000 | Dallara | Oldsmobile | 14    | 24     | PDM Racing |
| 2001 | Dallara | Oldsmobile | 13    | 14     | Panther    |
| 2002 | Dallara | Chevrolet  | 7     | 25     | Panther    |
| 2003 | Dallara | Chevrolet  | 18    | 15     | Panther    |
| 2004 | Dallara | Toyota     | 11    | 26     | Penske     |
| 2005 | Dallara | Toyota     | 2     | 23     | Penske     |
| 2006 | Dallara | Honda      | 1     | 1      | Penske     |
| 2007 | Dallara | Honda      | 5     | 4      | Penske     |